# الكسندر بافلوف (راقص على الجليد)
الكسندر بافلوف (بالإنجليزية: Alexander Pavlov)‏ هو راقص أسترالي أشتهر برقصه على الجليد، ولد في 22 ديسمبر، 1977.

## وصلات خارجية
- الكسندر بافلوف على موقع الاتحاد الدولي للتزلج (الإنجليزية)